# Dafydd Ieuan
Dafydd Ieuan (* 1. března 1969, Bangor) je velšský bubeník, který během své kariéry působil například ve skupinách Super Furry Animals a Catatonia. Jeho bratrem je hráč na klávesové nástroje Cian Ciarán, který rovněž působí ve skupině Super Furry Animals.

## Život
V roce 1986 založil skupinu Ffa Coffi Pawb, ve které s ním hrál například i zpěvák a kytarista Gruff Rhys. Poté, co skupina podepsala nahrávací smlouvu s hudebním vydavatelstvím Ankst, vydala roku 1988 své debutové album nazvané Dalec Peilon; následovala ještě alba Clymhalio (1991) a Hei Vidal! (1992) a téhož roku se skupina rozpadla. Po ukončení její činnosti založil Dafydd Ieuan spolu s Rhysem skupinu Super Furry Animals, ke které se později přidali ještě kytarista Huw Bunford, baskytarista Guto Pryce a hráč na klávesové nástroje Cian Ciarán. V roce 2000 vystupoval s ostatními členy ve filmu Beautiful Mistake. Skupina do roku 2009 vydala devět studiových alb a o rok později přestala vystupovat. Roku 2012 byla jednorázově obnovena, ale později opět přestala hrát. V roce 2014 skupina jako celek představila vlastní značku piva.
V letech 1993 až 1996 byl mimo svého působení v Super Furry Animals bubeníkem kapely Catatonia. Roku 2006 hrál na bicí na albu The Great Western velšského hudebníka Jamese Deana Bradfielda. Dafydd Ieuan založil v roce 2008 kapelu The Peth; ve skupině zpíval herec Rhys Ifans a na baskytaru zde hrál Guto Pryce ze Super Furry Animals. Skupina své první album nazvané The Golden Mile vydala v srpnu 2008. Později vzniklo i druhé album s názvem Crystal Peth, které však zůstalo nevydané. Od roku 2012 působí ve skupině The Earth. V roce 2014 složil se svým bratrem hudbu k filmu Pen Talar, za kterou získal cenu BAFTA Cymru. Téhož roku hrál na bicí na albu Season Sun kapely Gulp, což je projekt vedený Gutem Prycem z kapely Super Furry Animals.

## Diskografie
- Dalec Peilon (Ffa Coffi Pawb, 1988)
- Clymhalio (Ffa Coffi Pawb, 1991)
- Hei Vidal! (Ffa Coffi Pawb, 1992)
- For Tinkerbell (Catatonia, 1993)
- Moog Droog (Super Furry Animals, 1995)
- Way Beyond Blue (Catatonia, 1996)
- Fuzzy Logic (Super Furry Animals, 1996)
- Radiator (Super Furry Animals, 1997)
- Guerrilla (Super Furry Animals, 1999)
- Belinda (Big Leaves, 1999)
- Mwng (Super Furry Animals, 2000)
- Rings Around the World (Super Furry Animals, 2001)
- Phantom Power (2003)
- Love Kraft (Super Furry Animals, 2005)
- The Great Western (James Dean Bradfield, 2006)
- Hey Venus! (Super Furry Animals, 2007)
- The Golden Mile (The Peth, 2008)
- Dark Days/Light Years (Super Furry Animals, 2009)
- Coyote (El Goodo, 2009)
- Outside In (Cian Ciarán, 2012)
- Off/On 1 (The Earth, 2013)
- Season Sun (Gulp, 2014)
- Keltic Voodoo Boogaloo (The Earth, 2014)
- Zefur Wolves (Zefur Wolves, 2015)
- Ffug (Ffug, 2016)
- Amen (Mark Roberts, 2019)
- Feiral (Mark Roberts, 2020)
- DK.01 (Das Koolies, 2023)